# Хрунь

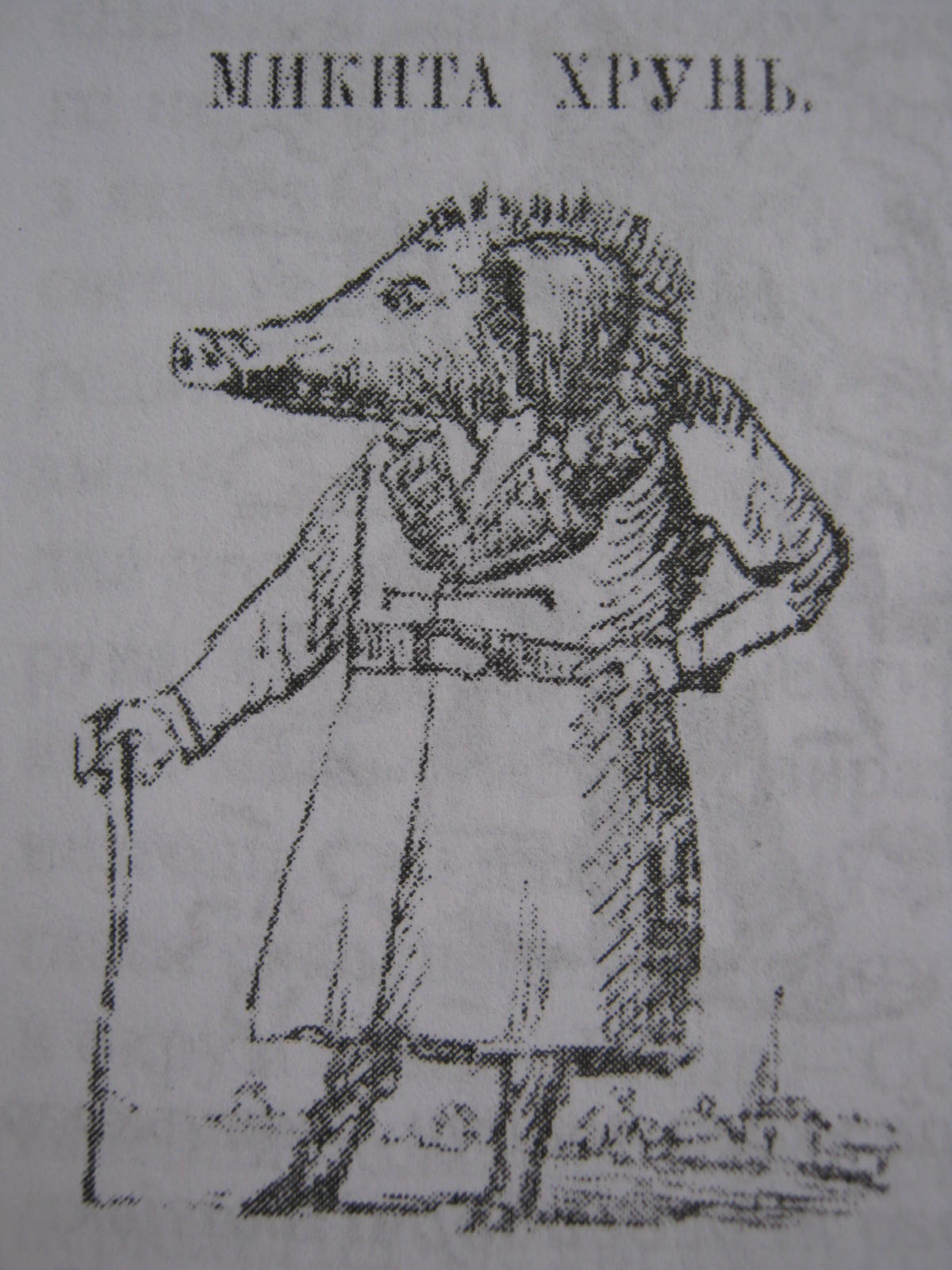
Микита Хрунь

Хрунь — лайливе прізвисько підлої, продажної людини, запроданця. У Галичині використовується щодо виборних осіб, які зрадили своїх виборців.

## Микита Хрунь
У часи Галицького крайового сейму 1861—1901 років звичним був підкуп виборців. Це відбилося в сатиричній літературі тих часів: постійним персонажем українського журналу «Зеркало» тієї доби був такий собі Микита Хрунь, створений Корнилом Устияновичем.
Існує версія, що цей образ походить від історичної особи Прикарпаття — Микити Хруня, який зраджував своїх виборців у 19 столітті.
Микита Хрунь був депутатом Галицького сейму від Отинійського виборчого округу у 1860–1880 рр. Хоча на словах пропагував ідеї захисту селян, після обрання обстоював інтереси польських поміщиків. Зраду Микити Хруня розголошував і висміював тогочасний сатиричний журнал «Страхопуд». Цей же журнал поширив використання імені Хруня як ярлик і прізвисько щодо інших зрадників виборців. Вперше слово «хрунь» вжив у сатиричній поемі «Хруніада» львівський гуморист Осип Шпитко. Микиту Хруня згадує і Іван Франко в оповіданні «Свиня», яке побачило світ 1890 року. Прізвисько набуло широкого вжитку, особливо під час австрійської та польської окупації. Зараз використовується щодо зрадливих обранців, увійшло у літературну мову також у сенсі підлої, підступної людини.

## Використання слова
У січні 2008 року Львівська обласна організація УРП «Собор» присвоїла відзнаку «Галицький хрунь» голові Львівської обласної держадміністрації Петру Олійнику за «погіршення соціально-економічного стану в області, розвал промисловості та сільського господарства, потурання денаціоналізації»